# Deplacement
Deplacement er et skibsteknisk mål for skibets vægt; dvs. vægten af fortrængte vandmasse.
Målet kan opgives enten i SI-ton (1.000 kg) eller britiske tons (2.240 lb).